# La Silla-observatoriet

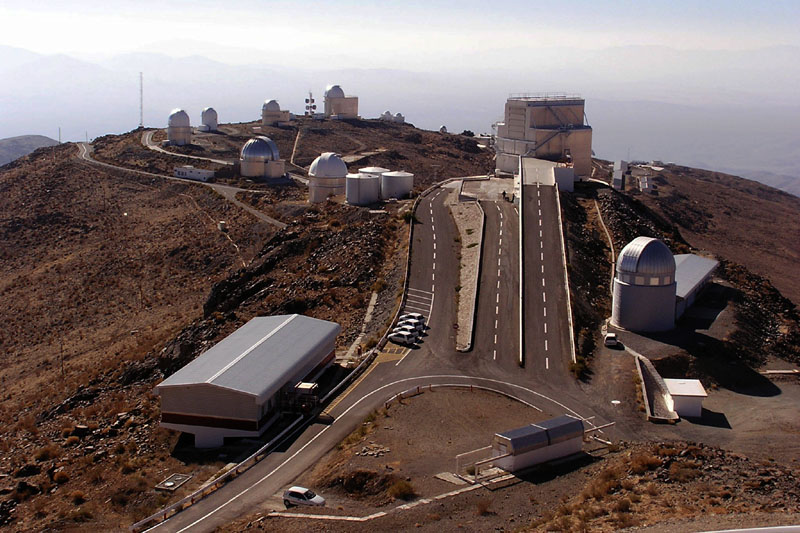

La Sillaobservatoriet är ett observatorium med 18 teleskop som tillhör Europeiska sydobservatoriet. Observatoriet ligger på 2 400 meter höjd i Atacamaöknen, Chile, ungefär 160 kilometer från La Serena.
1963 beslutades att anläggningen skulle byggas i Chile. Bygget startade året därpå. Anläggningen invigdes i juni 1968.

## Teleskop
- ESO 3,6 m teleskopet
- NTT
- MPG/ESO 2,2 m teleskopet
- ESO Schmidt teleskopet
- Euler teleskopet
- MASCARA
- REM teleskopet
- TAROT
- Danska 1,54 m teleskopet
- TRAPPIST (Transiting Planets and Planetesimals Small Telescope)

## Tidigare teleskop
- Bochum 0,61 m teleskopet
- Coudé Auxiliary 1.47 m teleskopet (CAT)
- Danska 0,5 m teleskopet
- Dutch 0,9 m teleskopet
- Grand Prism Objectif (GPO) teleskopet
- ESO 0,5 m teleskopet
- ESO 1 m teleskopet
- ESO 1,52 m teleskopet
- Marly 1-m teleskopet
- Marseille 0,4 m teleskopet
- Swedish-ESO Submillimetre teleskopet (SEST)
- Swiss T70 teleskopet